# Cabila (tribos)

Mapa das cabilas durante o Protetorado Espanhol de Marrocos

Cabila é um termo de origem árabe usado para designar as tribos berberes do Norte de África, especialmente no norte de Marrocos e Argélia e os seus territórios que tradicionalmente ocupam. O termo confunde-se frequentemente com o povo berbere que habita a Cabília, uma região montanhosa do norte da Argélia (ver Cabila (povo)).
Segundo a definição do antropólogo David Montgomery Hart, uma cabila é uma "unidade homogénea e independente política e socialmente que ocupa uma zona determinada".
Durante o Protetorado Espanhol de Marrocos, na primeira metade do século XX, as cabilas foram a base da organização territorial político-administrativa. Cada uma delas era governada por um caïd (alcaide), exceto aquelas que resistiram a aceitar a estrutura administrativa colonial, as quais foram administradas diretamente por governadores militares.